# Cezary Michalski
Cezary Ryszard Michalski (* 1963 in Toruń) ist ein polnischer Journalist.
Als Sohn eines Historikers studierte Michalski Polonistik an der Krakauer Jagiellonen-Universität, danach Slawistik in Paris. Er war damals auch als Sekretär von Józef Czapski tätig. Damals war er mit Manuela Gretkowska verheiratet.
Nach seiner Rückkehr nach Polen redigierte er die Zeitschriften „Brulion“ und „Debata“, war auch Mitarbeiter der streng katholischen Zeitschriften Fronda und „Tygodnik Literacki“, sowie der Wochenschrift „Tygodnik Solidarność“. Damals wurde er der politischen Gruppierung der „Pampers“ (pampersi) – jungen konservativen Publizisten zugeordnet, die Mitte der Neunzigerjahre rasch Karriere in den Medien machten und zum Teil Führungspositionen bei TV, Radio und Printmedien innehatten. Die Gruppe zerbrach über Konflikte um soziokulturelle Positionen etwa zur Religiosität und Auseinandersetzungen um den Lebenswandel einzelner Mitglieder wie Michalski.
Während der Regierungsperiode von Akcja Wyborcza Solidarność (Wahlaktion Solidarność) von 1997 bis 2001 bekleidete er den Posten des Sekretärs des Rates für Verlagswesensinitiativen und Kulturförderung.
Er trat auch im staatseigenen Fernsehsender TVP Kultura im Programm „Lepsze książki“ (Bessere Bücher) auf.
Im Zeitraum 2006 bis 2008 war er stellvertretender Chefredakteur der Tageszeitung „Dziennik“ und blieb bis 2009 Mitarbeiter dieser Zeitung. In den folgenden Jahren änderte er seine politischen Ansichten und schloss sich dem neulinken Organ Krytyka Polityczna an. Er schrieb das Vorwort zur polnischen Übersetzung des Werkes von Gilles Kepel: La revanche de Dieu : chrétiens, juifs et musulmans à la reconquête du monde.
Michalski saß im Kuratorium der Warschauer Immanuel-Kant-Stiftung und ist Mitglied des Verbands Polnischer Schriftsteller.

## Werke
- Powrót człowieka bez właściwości (Rückkehr des Mannes ohne Eigenschaften), Casablanca Studio, Warszawa 1996, ISBN 83-907190-0-2.
- Ministerstwo Prawdy (Ministerium der Wahrheit), Arcana, Kraków 2000, ISBN 83-86225-88-2.
- Siła odpychania (Abstoßkraft) : Warszawa : "W.A.B", 2002, ISBN 83-88221-99-X.
- Jezioro radykałów (See der Radikalen), Prószyński i S-ka, Warszawa 2004, ISBN 83-7337-741-7.
- Ja, Janusz Palikot (Ich, Janusz Palikot), Wydawnictwo Czerwone i Czarne, Warszawa 2010, ISBN 978-83-7700-001-4.